# Natri nitroprusside
Natri nitroprusside (SNP), được bán dưới thương hiệu Nitropress cùng với một số những tên khác, là một loại thuốc dùng để hạ huyết áp. Thuốc có thể được dùng trong một số bệnh như huyết áp rất cao và dẫn đến biến chứng, trong một số loại suy tim, và sử dụng trong khi phẫu thuật để giảm chảy máu. Thuốc được sử dụng bằng cách tiêm liên tục vào tĩnh mạch. Tác dụng khởi phát thường là ngay lập tức còn các hiệu ứng sẽ kéo dài trong khoảng mười phút.
Các tác dụng phụ thường gặp bao gồm hạ huyết áp và ngộ độc cyanide. Các tác dụng phụ nghiêm trọng khác có thể có như bị methemoglobinemia huyết. Chúng thường không được khuyến cáo sử dụng trong khi mang thai do nguy cơ về tác dụng phụ. Liều cao không được khuyến cáo sử dụng lâu hơn mười phút. Thuốc này hoạt động bằng làm giãn các mạch máu, từ đó giúp hạ huyết áp.
Natri nitroprusside được phát hiện sớm nhất là năm 1850 và được tìm thấy là hữu ích trong lĩnh vực y tế vào năm 1928..  Phải đến năm 1974, FDA Hoa Kỳ mới cấp phép cho thuốc. Nó nằm trong danh sách các thuốc thiết yếu của Tổ chức Y tế Thế giới, tức là nhóm các loại thuốc hiệu quả và an toàn nhất cần thiết trong một hệ thống y tế. Tại Hoa Kỳ một đợt điều trị có giá dưới 25 USD.